# العملية سي-41
سي-41 هي عملية تظهير صور ملونة كروموجينية قدمتها كوداك في عام 1972، يحل محل عملية سي-22 . تعد سي-41، المعروفة أيضًا باسم سي أن-16 بواسطة فوجي، وسي أن كي-4 بواسطة كونيكا، وأيه بِي-70 من ايه جي أف أيه، أكثر عمليات الأفلام شيوعًا في الاستخدام، حيث تخصص معظم معامل التشطيب الضوئي آلة واحدة على الأقل لعملية التظهير هذه.
سلبيات سي-41 كما هو الحال مع جميع الأفلام الملونة، من صورة مكونة من صبغة. نظرًا لعدم استقرار الأصباغ على المدى الطويل، يمكن أن تتلاشى الصور السلبية سي-41 أو يتغير لونها بمرور الوقت. كانت هذه مشكلة كبيرة في الأفلام التي ظهرت في بادئ الأمر؛ أما إذا كانت الأفلام الجديدة أرشيفية أم لا، هو موضوع مثيرللجدل.

## طبقات الفيلم

فوجي كولور سوبريا هو مثال على فيلم معالجة سي-41. يوضح هذا الرسم التخطيطي الطبقات التي اختارتها فوجي فيلم لهذا الفيلم. لاحظ طبقة مضاد التضخم.

يتكون فيلم سي-41 من قاعدة غشاء أسيتات أو بوليستر، يتم طلاء العديد من المستحلبات عليها. كل طبقة حساسة فقط للون معين من الضوء المرئي. في المثال التوضيحي الكلاسيكي، هناك ثلاثة مستحلبات: إحداها حساسة للأحمر والأخرى حساسة للأخضر والجزء العلوي حساس للأزرق. يوجد تحت الطبقة الزرقاء مرشح أصفر يتكون من أصباغ أو الفضة الغروية. جميع المستحلبات الفوتوغرافية ذات الأساس الفضي لديها بعض الحساسية للضوء الأزرق، بغض النظر عن الألوان الأخرى التي قد تكون حساسة لها. تعمل طبقة المرشح هذه على إزالة الضوء الأزرق، مما يؤدي إلى كشف الطبقات الموجودة تحتها. أسفل الطبقة الحساسة للأزرق والمرشح الأصفر توجد الطبقات الخضراء والحمراء الحساسة.
يختلف المثال التوضيحي الموضح أعلاه عن تصميم الفيلم الفعلي، فيما يتعلق بعدد الطبقات. تحتوي جميع أفلام سي-41 تقريبًا على طبقات متعددة حساسة لكل لون. كل طبقة من هذه الطبقات لها خصائص سرعة وتباين مختلفة، مما يسمح بتعريض الفيلم بشكل صحيح على نطاق أوسع من ظروف الإضاءة.
بالإضافة إلى طبقات المستحلب المتعددة، تحتوي الأفلام الحقيقية على طبقات أخرى غير حساسة للضوء. بعض الأغشية مغطاة بطبقات مانعة للأشعة فوق البنفسجية أو طلاءات مضادة للخدش. قد تكون هناك أيضًا طبقات لتباعد المستحلبات المختلفة، أو طبقات الترشيح الإضافية.
تحتوي كل طبقة مستحلب، بالإضافة إلى المكونات الحساسة للضوء، على مواد كيميائية تسمى مقرنات الصبغة. توجد هذه القارنات في الطبقات الحساسة للأزرق والأخضر والأحمر، وتنتج أصباغًا صفراء وأرجوانية وسماوية، على التوالي، عند تظهيرها.

## معالجة
عملية سي-41 هي نفسها بالنسبة لجميع أفلام سي-41، هناك اختلاف في كيميائية المعالجة من الشركات المصنعة بشكل طفيف.
بعد التعرض، يتم تظهير الفيلم في «مُظهر اللون». المكون النامي هو مادة كيميائية أساسها بارافينيلين ديامين تعرف باسم سي دي-4 . يقوم المُظهر بتظهير الفضة في طبقات المستحلب. مع تظهير الفضة، يتفاعل المظهر المؤكسد مع قارنات الصبغة، مما يؤدي إلى تكوين الأصباغ.
يعد التحكم في درجة حرارة الفيلم وتحريكه في المُظهر أمرًا بالغ الأهمية للحصول على نتائج متناسقة ودقيقة. يمكن أن تؤدي درجة الحرارة غير الصحيحة إلى تغيرات شديدة في اللون أو نقص أو إفراط في تطوير الفيلم.
بعد المُظهر، يقوم المبيض بتحويل الفضة المعدنية الناتجة عن التظهير إلى هاليد الفضة، وهو قابل للذوبان في المثبت. بعد التبييض، يقوم المثبت بإزالة هاليد الفضة. يتبع ذلك الغسل للإستقرار النهائي لإتمام العملية.
هناك إصدارات مبسطة من العملية التي تستخدم مبيضًا مدمجًا (EDTA) يذيب الفضة الناتجة عن التظهير ويزيل هاليد الفضة غير المُظهِر. لا يتم استخدامها بواسطة معالجات سي-41 التجارية، ويتم تسويقها للاستخدام المنزلي أو الميداني.

## معالجة الدفع
مثل عملية الفيلم الأبيض والأسود، يمكن استخدام عملية سي-41 لمعالجة الأفلام بالدفع. نظرًا لتعقيد الفيلم والطبيعة الدقيقة للعملية، تختلف النتائج على نطاق واسع؛ كما هو الحال مع السلبيات بالأبيض والأسود، تؤدي العملية عمومًا إلى نتائج سلبية أعلى في التباين وأحيانًا أعلى في التحبيب.

## السلبية
الفيلم الناتج يكون سلبيا، مما يعني أن أحلك النقاط في الفيلم هي تلك المناطق التي كانت أكثر سطوعًا في المصدر. تحتوي جميع أفلام سي-41 تقريبًا على قناع برتقالي إضافي لتعويض القصور البصري للأصباغ في الفيلم. تظهر الصور السلبية سي-41 باللون البرتقالي عند عرضها مباشرة، على الرغم من أن القاعدة البرتقالية يتم تعويضها في صياغة مواد الطباعة الملونة. لا تحتوي بعض أفلام سي-41 المخصصة للمسح الضوئي على هذه القاعدة البرتقالية. تتم طباعة الصورة السلبية النهائية باستخدام ورق فوتوغرافي ملون لإعطاء صورة موجبة.

## استخدام الأبيض والأسود

### أفلام سي-41 «كروموجينيك» بالأبيض والأسود
في حين أن سي-41 تعتبر عادة عملية ألوان، إلا أن إلفورد تقوم بتصنيع فيلمين أبيض وأسود متوافقين مع C-41 "chromogenic "، إكس بي2 سوبر وفوجي نيوبان 400سي أن. اعتادت كوداك على تصنيع فيلم مشابه، بي دابليو400سي أن، ولكن توقف هذا الفيلم في أغسطس 2014. (لا ينبغي الخلط بين هذه الأفلام العادية بالأبيض والأسود، والتي لا تتوافق مع كيمياء سي-41.)
تعمل هذه الأفلام مثل أي فيلم آخر من أفلام سي-41 ؛ يؤدي التظهير إلى تكوين الأصباغ في المستحلب. لكن هيكلها مختلف. على الرغم من أنها قد تحتوي على طبقات متعددة، إلا أن جميعها حساسة لجميع ألوان الطيف، وهي مصممة لإنتاج صبغة سوداء. والنتيجة هي صورة بالأبيض والأسود.
فيلم كوداك له نفس القاعدة البرتقالية مثل أفلام سي-41 الملونة؛ القاعدة في إكس بي2 هي البنفسجي وأفلام فوجي واضحة. تسمح القاعدة البرتقالية الموجودة على فيلم كوداك بطباعتها باللون الأسود الصحيح على آلات طباعة الألوان القياسية، ولكن قد يكون من الصعب طباعة هذا الفيلم على ورق أبيض وأسود متعدد الدرجات، والذي يتم تحديد تباينه من خلال استخدام مرشح ملون أثناء عملية الطباعة. على العكس من ذلك، ينتج عن أفلام إلفورد وفوجي ذات الأساس الواضح أحيانًا مطبوعات غير ملونة على ورق ملون، ولكن يمكن طباعتها بصريًا على ورق أبيض وأسود، تمامًا مثل أي فيلم آخر أبيض وأسود.
كثيرا ما يقال أن المطبوعات من هذه الأفلام لا تحتوي على تحبيب. على الرغم من أنه قد لا يبدو أنها تحتوي على تحبيب، إلا أن هذا البيان غير صحيح من الناحية الفنية. على صورة من فيلم عادي أبيض وأسود، يُنظر إلى جزيئات الفضة الفردية التي تشكل الصورة على أنها حبيبات. ومع ذلك، فإن الصورة الموجودة في أفلام سي-41 لا تحتوي على الفضة. بدلاً من ذلك، تحتوي مطبوعات سي-41 السلبية والمطبوعات على سحب من الصبغة، مما يتسبب في ظهور الصورة الناتجة بشكل مختلف عن صورة التحبيب الفضية.

### أفلام الأبيض والأسود التقليدية
في حين أن الأفلام العادية بالأبيض والأسود ليست مخصصة للاستخدام مع كيميائية سي-41، فقد استخدم بعض المصورين مُظهر سي-41 لتظهير أفلام بالأبيض والأسود عالية التباين (مثل أفلام مراقبة حركة المرور وكوداك تكنيكال بان). يتم ذلك من أجل تقليل التباين. في هذا التطبيق، يتم تشكيل صورة فضية فقط؛ لا يتم استخدام خطوة التبييض في عملية سي-41، لأنها ستدمر الصورة.

## المعالجة المتقاطعة
من الممكن أيضًا إجراء معالجة متقاطعة لفيلم الشرائح لعملية إي-6 في سي-41، والتي تنتج صورًا سلبية مع تغير اللون وتشبع أقوى. (يمكن أيضًا معالجة فيلم سي-41 في إي-6 مما ينتج عنه صور إيجابية ذات صب أخضر قوي، ناتج عن القناع البرتقالي.) تنتج العلامات التجارية المتنوعة وسرعات الأفلام تغيرات ألوان مختلفة تنتج ألوانًا مشرقة ومشبعة وتباينًا عاليًا.
يمكن معالجة فيلم سي-41 في مواد كيميائية قياسية بالأبيض والأسود، لإنتاج صورة سلبية أحادية اللون. ستكون الصور السلبية عادةً ذات تباين منخفض جدًا وغائم، ويرجع ذلك جزئيًا إلى القناع البرتقالي.

## روابط خارجية
- عملية كوداك سي-41 (لون سلبي) دليل المعالجة Z-131 (PDF)